# منتخب الهند لهوكي الجليد للسيدات
منتخب الهند لهوكي الجليد للسيدات (بالإنجليزية: India women's national ice hockey team)‏ هو ممثل الهند الرسمي في المنافسات الدولية في هوكي الجليد للسيدات
.